# مظاهرات 15 شباط 2003 المضادة للحرب

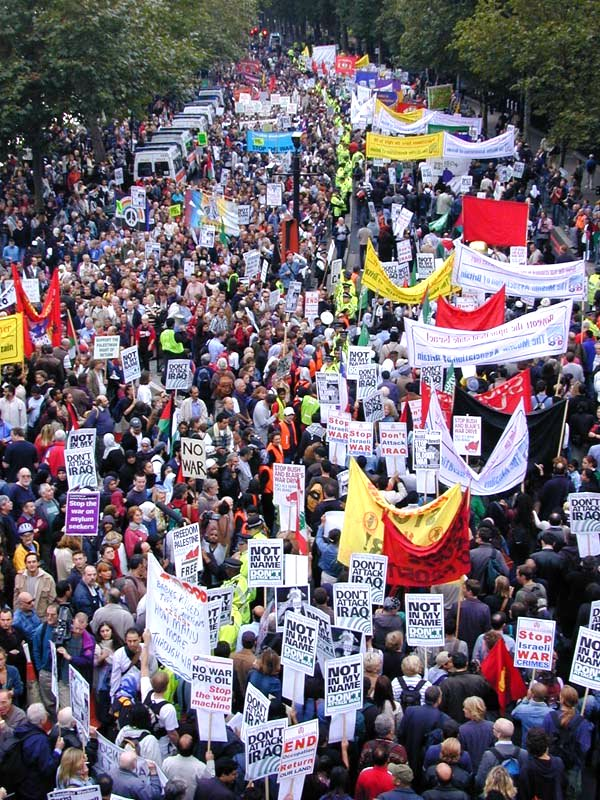
احتجاج في لندن.

في الخامس عشر من شباط/فبراير 2003، بدأ يوم منسق من الاحتجاجات في جميع أنحاء العالم حيث أعرب الناس في أكثر من 600 مدينةٍ عن معارضتهم لحرب العراق الوشيكة. كان هذا جزءًا من سلسلة من الاحتجاجات والأحداث السياسية التي بدأت في عام 2002 واستمرت مع اندلاع الحرب. وصف باحثو الحركة الاجتماعية احتجاج الخامس عشر من فبراير بأنه «أكبر حدث احتجاجي في تاريخ البشرية».
وفقًا لبي بي سي نيوز، شارك ما بين ستة وعشرة ملايين شخص في احتجاجات في ما يصل إلى ستين دولة خلال عطلة نهاية الأسبوع (15 و16 فبراير)؛ حدثت بعض أكبر الاحتجاجات في أوروبا. شارك في الاحتجاج في روما حوالي ثلاثة ملايين شخص، وقد أُدرج هذا الاحتجاج في كتاب غينيس للأرقام القياسية لعام 2004 باعتباره أكبر تجمعٍ مناهضٍ للحربِ في التاريخ. استضافت مدريد ثانيَ أكبر احتجاج بأكثرَ من 1.5 مليون شخص يحتجون على غزو العراق. كان البر الرئيسي للصين هو المنطقة الرئيسية الوحيدة التي لم تشهد أي احتجاجات في ذلك اليوم، ولكن شوهدت في وقت لاحق مظاهراتٌ صغيرة، حضرها بشكل رئيسي الطلابُ الأجانب.

## الخلفية
في عام 2002، بدأت حكومة الولايات المتحدة في المطالبة بضرورة غزو العراق. بدأ هذا رسميا مع خطاب الرئيس الأمريكي جورج دبليو بوش إلى الجمعية العامة للأمم المتحدة في 12 أيلول 2002، إذ ذكر أن الحكومة العراقية بقيادة صدام حسين تنتهك قرارات الأمم المتحدة، فيما يتعلق بأسلحة الدمار الشامل، وهذا الأمر يستلزم الغزو.
كانت الحربُ المقترحةُ مثيرةً للجدل حيث تساءل الكثير من الناس عن دوافع حكومةِ الولاياتِ المتحدة. في استطلاع للرأي شمل 41 دولة بيّن أن أقل من 10% من الدول ستؤيد غزو العراق دون موافقة الأمم المتحدة وأن نصفها لن تؤيد غزوًا تحت أي ظرف من الظروف.
نظمت الجماعات المناهضة للحرب في جميع أنحاء العالم احتجاجاتٍ عامة. وفقًا للأكاديمي الفرنسي دومينيك ريني، بين 3 يناير و12 أبريل 2003، شارك 36 مليون شخص في جميع أنحاء العالم في ما يقرب من 3.000 احتجاج مناهض للحرب، كانت مظاهرات 15 فبراير 2003 هي الأكبر والأكثر حضورًا.
بدأ غزو العراق في 20 مارس 2003.

## التنسيق الدولي
كانت احتجاجات الخامس عشر من فبراير الدولية غير مسبوقة، ليس فقط من حيث حجم التظاهرات ولكن أيضًا من حيث التنسيق الدولي المعني. ادّعى باحثون من جامعة أنتويرب أن هذا اليوم كان ممكنًا فقط لأنه «تم التخطيط له بعناية من قبل شبكة دولية من منظمات الحركات الاجتماعية الوطنية.»
تحدث إيمانويل والرشتاين عن الاحتجاجات الدولية على أنها نظمتها قوى «مخيم بورتو أليغري في إشارة إلى ظهور الحركات الاجتماعية العالمية التي كانت تنظم الأحداث الدولية مثل المنتدى الاجتماعي العالمي لعام 2001 في بورتو أليغري». يدعي بعض المعلقين أن هذا مثال على «العولمة الشعبية»، على سبيل المثال ادّعى أحد الكتب أن «الاحتجاجات العالمية أصبحت ممكنةً بفضل العولمة. .. لكن لا تخطئ - فهذه لم تكن عولمة رئيسك التنفيذي. لم تمثل مظاهرات السلام عولمة التجارة، بل عولمة الضمير».
أثيرت فكرة يوم دولي للمظاهرات لأول مرة من قبل المجموعة البريطانية المناهضة للرأسمالية (بالإنجليزية: Globalize Resistance) GR في أعقاب مظاهرة مناهضة للحرب في بريطانيا شارك فيها 400.000 شخص في 28 سبتمبر. في ذلك الوقت، شارك المناهضون في التخطيط لمنتدى فلورنسا الاجتماعي الأوروبي ESF وطرح الاقتراح في اجتماع تخطيط المنتدى. وفقًا لكريس ناينهام، «كان هناك جدل كبير. كان بعض المندوبين قلقين من أن يؤدي ذلك إلى تنفير التيار الرئيسي للحركة. كان علينا، جنبًا إلى جنب مع المندوبين الإيطاليين، خوض معركة قوية من أجل قبولها».
قُبل الاقتراح وفي التجمع النهائي للمنتدى الاقتصادي والاجتماعي في نوفمبر 2002، خرجت الدعوة رسميًا إلى مظاهرات على مستوى أوروبا في 15 فبراير 2003. تم تأكيد هذه الدعوة في ديسمبر في اجتماع تخطيطي للمنتدى التالي الذي عقد في كوبنهاغن في 2003. حضر هذا الاجتماع مندوبون من العديد من المنظمات الأوروبية المناهضة للحرب والمجموعة الأمريكية المتحدة من أجل السلام والعدالة وممثلين عن مجموعات من الفلبين. تم اتخاذ القرار لإنشاء موقع على شبكة الإنترنت مناهض للحرب على مستوى أوروبا والالتزام بنشر التنسيق التنظيمي داخل وخارج أوروبا. أُنشأت شبكة بريد إلكتروني تربط المنظمات الوطنية المختلفة عبر أوروبا، وفي النهاية أيضًا المجموعات الأمريكية المختلفة.
في ديسمبر 2002، تعهد مؤتمر القاهرة المناهض للحرب بتنظيم مظاهرات في مصر، وسعت الحملة الدولية ضد العدوان على العراق (التي انبثقت عن مؤتمر القاهرة) إلى تنسيق المزيد من المظاهرات في جميعِ أنحاءِ العالم. في هذا الوقت تقريبًا، دعت المجموعة الدولية الأمريكية المناهضة للحرب ANSWER إلى اتخاذ إجراءات في أمريكا الشمالية لدعم الاحتجاجات المقترحة في أوروبا.
منصةٌ مهمةٌ أخرى للدعوة المنتشرة للتظاهر دوليًا حدثت في المنتدى الاجتماعي العالمي في بورتو أليغري بالبرازيل الذي انعقد في نهايةِ عام 2002. سعى المندوبون الأوروبيون إلى الترويج لخطة المظاهرة الدولية المتزايدة. وقد حققوا بعض النجاح، بما في ذلك تنظيم اجتماع مناهض للحرب حضره ما يقرب من 1.000 شخص.
أغنية "Boom!"، من تأليف سيستم أوف أ داون كان تصويرها في يوم الاحتجاج، تظهر العديد من مواقع الاحتجاج وآراء الناس حول حرب العراق.

## قراءة معمقة
- نحن كثيرون فيلم وثائقي وموقع عن حركات 15 فبراير 2003
- 15 فبراير 2003 فيلم وثائقي متعدد الوسائط على الإنترنت
- العالم يقول لا للحرب ، لاري نيلسون، فيلم كويك تايم
- أوقفوا الحرب: قصة أكبر حركة جماهيرية في بريطانيا ، أندرو موراي وليندسي جيرمان، (ردمك 1-905192-00-2)
- نسخة مؤرشفة من صفحة الويب المنظمة لمنظمة متحدون من أجل السلام والعدالة لمظاهرات 15 فبراير 2003 (بما في ذلك قائمة المدن)

## روابط خارجية
- ازدحام المدن احتجاجا على الحرب في العراق مقال سي إن إن. فبراير 2003.
- أكثر من 200 صورة من 133 احتجاجًا حول العالم في 15/16 فبراير 2003
- 15feb2003.co.uk: مقابلات مؤرشفة من لندن في 15 فبراير 2003 نسخة محفوظة 24 يوليو 2008 على موقع واي باك مشين.

مونتاج الصوت من لندن 15 فبراير 2003